# Birger Nerman
Birger Nerman (6 de outubro de 1888 – 22 de agosto de 1971) foi um arqueólogo, historiador e filólogo sueco especializado na história e cultura da Idade do Ferro na Suécia.

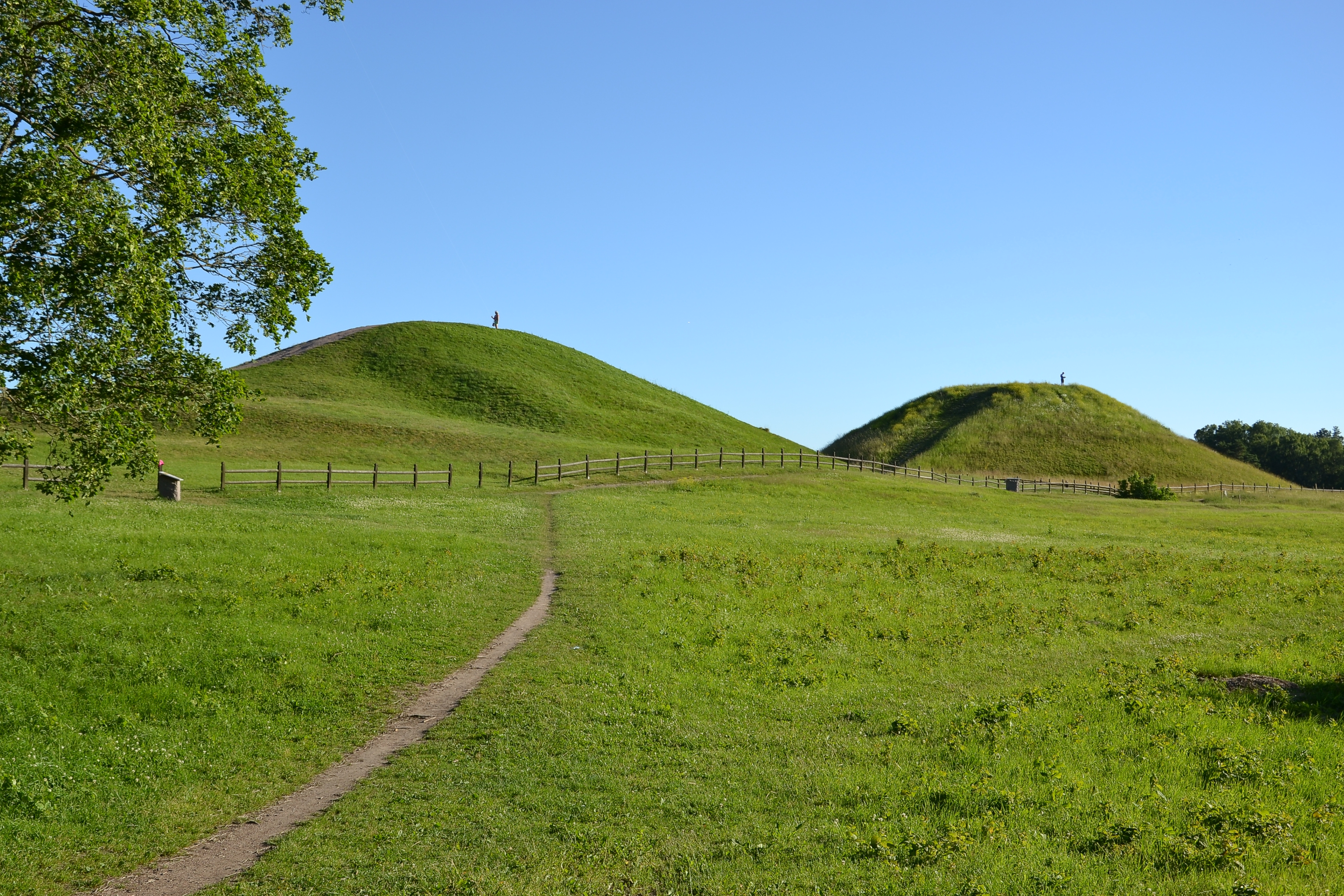
Montes reais em Gamla Uppsala, onde Nerman conduziu grande parte de suas primeiras pesquisas. Em seus estudos do início da Suécia, Nerman procurou combinar evidências arqueológicas de Gamla Uppsala com evidências do inglês antigo e da literatura nórdica antiga.

Nerman foi educado na Universidade de Uppsala, onde começou sua carreira como professor de filologia nórdica. Ele participou de escavações arqueológicas na Idade da Pedra e na Idade do Ferro na Suécia e tornou-se conhecido por seus esforços para combinar evidências arqueológicas e filológicas. As áreas investigadas por Nerman incluem Gamla Uppsala e Gotland.
De 1923 a 1925, Nerman foi professor de arqueologia na Universidade de Dorpat, durante a qual fez contribuições para o desenvolvimento da arqueologia na Estônia. Nos anos seguintes, ele conduziu escavações em Grobiņa e outros lugares, com o objetivo de investigar as relações entre a Suécia e o Báltico oriental na Idade do Ferro.
Nerman foi diretor do Museu de História Sueca de 1938 a 1954, durante o qual organizou várias exposições sobre a história sueca. Ele era um nacionalista sueco que se opôs ao nazismo e ao comunismo, e um notável defensor da independência dos estados bálticos. Nerman foi o autor de vários trabalhos acadêmicos sobre arqueologia da Idade do Ferro e trabalhos populares sobre a cultura e a história do início da Suécia.

## Infância e educação
Birger Nerman nasceu em Norrköping, Suécia, em 6 de outubro de 1888. Ele era filho de Janne Nerman, um livreiro, e Ida Nordberg.
Nerman tornou-se um estudante de filologia na Universidade de Uppsala em 1907, onde obteve seu doutorado em 1913 com uma dissertação intitulada Svärges hedna litteratur (Literatura Pagã da Suécia), que tratava do Ynglingatal. Entre seus professores em Uppsala estava Knut Stjerna, que deixou uma forte influência sobre ele. Ao estudar o inglês antigo e a literatura nórdica antiga, Nerman argumentou que obras como Beowulf continham vestígios da literatura oral sueca do período de migração. Sua dissertação foi criticada por vários filólogos pelo uso de evidências arqueológicas. Essa crítica encorajou Nerman a se concentrar mais na arqueologia do que na filologia, embora ao longo de sua carreira continuasse a defender a cooperação entre as duas disciplinas.

## Início de carreira

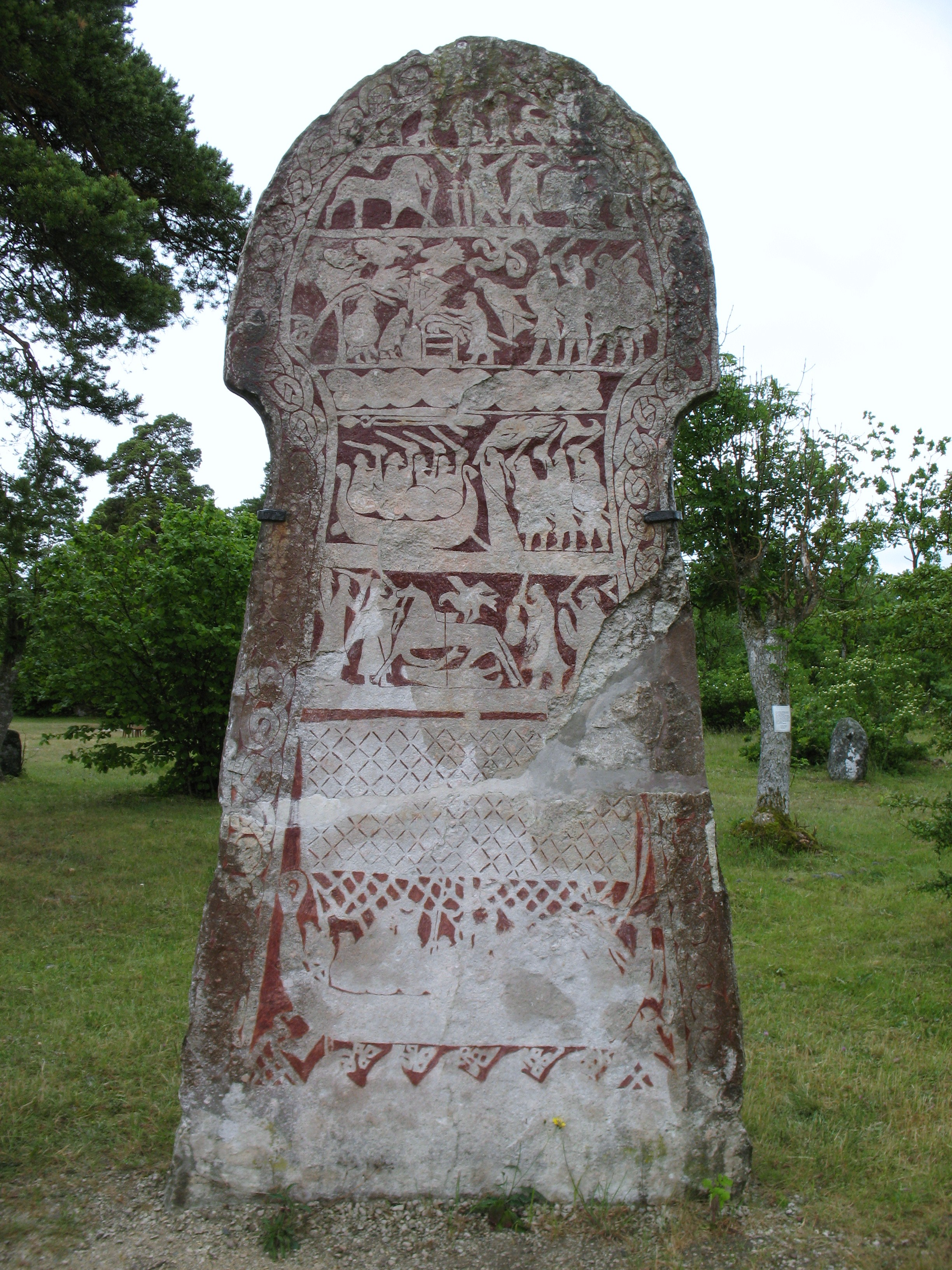
A pedra Stora Hammars I de Gotland. Nerman é conhecido por sua pesquisa arqueológica na Idade do Ferro Gotland.

Juntamente com Stjerna e mais tarde com Oscar Almgren, Nerman envolveu-se cada vez mais na pesquisa arqueológica da Idade da Pedra sueca e da Idade do Ferro. Ao combinar evidências filológicas e arqueológicas, Nerman procurou obter mais informações sobre a história e a cultura da Idade do Ferro na Suécia. Seu trabalho a esse respeito foi recebido positivamente por muitos arqueólogos suecos, incluindo Oscar Montelius e filólogos. Ele participou de escavações em Gamla Uppsala, Vendel e Adelsö. Suas escavações em Gamla Uppsala foram realizadas com Sune Lindqvist. A partir de 1914, Nerman tornou-se cada vez mais envolvido com escavações arqueológicas em Gotland e nos estados bálticos. A ligação entre estas duas áreas durante a Idade do Ferro tornou-se um assunto de grande interesse para ele. Suas publicações sobre a arqueologia da Gotlândia da Idade do Ferro, muitas das quais foram co-escritas com Almgren, tornaram-se obras padrão sobre o assunto.
Na Universidade de Uppsala, Nerman foi nomeado professor assistente em 1917 e docente em 1919. Durante este tempo deu aulas de filologia nórdica, com particular enfoque nas sagas. Ele ganhou o Filosofie Licentiat em pré-história em 1918.

## Pesquisa no Báltico oriental
De 1923 a 1925, Nerman foi professor de arqueologia na Universidade de Dorpat, durante a qual lançou as bases para a arqueologia moderna na Estônia. Seus anos em Dorpat seriam fundamentais para sua futura bolsa de estudos. Ele conduziu pesquisas arqueológicas em Izborsk, Estônia, em 1924.
Combinado com suas funções na universidade, Nerman escreveu uma série de obras sobre a história sueca destinadas ao público popular. Em En utvandring från Gotland och öns införlivande med Sveaväldet (1923) e Det svenska rikets uppkomst (1925), ele argumentou que os suecos tinham um estado poderoso e se engajaram em extensas aventuras colonizadoras no Báltico oriental já no Período Vendel. Nerman era um nacionalista sueco, e várias de suas obras devem ser entendidas não apenas como contribuições acadêmicas, mas também como manifestações do patriotismo de Nerman.
Em 1929–1930, Nerman liderou escavações em Grobiņa, Letônia. Os resultados das escavações foram publicados em Die Verbindungen zwischen Skandinavien und dem Ostbaltikum in der jüngeren Eisenzeit (1929). Ele acreditava que Grobiņa havia sido fundada como uma colônia sueca/ gotlandesa e que era idêntica à cidade de Seeburg mencionada por Rimbert em Vita Ansgarii. Os enterros escandinavos examinados por Nerman em Grobiņa foram datados de 650 DC e, portanto, anteriores à Era Viking. As descobertas em Grobiņa encorajaram Nerman a conduzir mais pesquisas em Apuolė e Wiskiauten em 1931.

## Diretor do Museu de História da Suécia
Após seu retorno de Dorpat, Nerman trabalhou para o Museu de História da Suécia, atuando como seu diretor de 1938 a 1954. Ele supervisionou a reforma do prédio do museu e organizou várias exposições de sucesso. Nerman se esforçou muito para tornar as coleções do museu o mais acessíveis possível ao público. Ele combinou suas funções no museu com compromissos como autor e orador público.
Nerman era ativo em organizações que trabalhavam para a preservação do patrimônio nacional da Suécia, servindo como secretário (1929–1939) e presidente (1939–1969) da Svenska fornminnesföreningen. Desde seus dias como professor universitário na Estônia, ele nutria uma afeição pelos estados bálticos e seus povos. Ele desempenhou um papel de liderança na criação do Instituto Báltico, e foi o presidente fundador do Comitê Báltico. Nerman foi um defensor da independência dos estados bálticos e dos direitos dos bálticos e estonianos. Durante a Segunda Guerra Mundial, foi membro de organizações antinazistas e anticomunistas.
Nerman se aposentou do Museu de História da Suécia em 1954. Após sua aposentadoria, ele continuou a escrever trabalhos sobre arqueologia sueca.

## Vida pessoal
Nerman casou-se com Zelma Nerman em 21 de janeiro de 1932. Ele morreu em Estocolmo em 22 de agosto de 1971. Nerman deixou duas filhas e vários netos.

## Trabalhos selecionados
- Studier över Svärges Hedna Litteratur. Uppsala: K. W. Appelbergs Boktryckeri. 1913
- Vilka konungar ligga i Uppsala Högar?. Uppsala: K. W. Appelbergs Boktryckeri. 1913
- Svärges älsta konungalängder som källa för svensk historia. Uppsala: K. W. Appelbergs Boktryckeri. 1914
- Det forntida Stockholm. Stockholm: V. Petterson. 1922
- (With Oscar Almgren) Die ältere Eisenzeit Gotlands. 1–2. Stockholm: Ivar Haeggström. 1923 Vol. 1–2. Stockholm: Ivar Haeggström. 1923.
- En utvandring från Gotland och öns införlivande med Sveaväldet. Stockholm: Almqvist & Wiksell. 1923
- Die Herkunft und die frühesten Auswanderungen der Germanen. Stockholm: Akademiens Förlag. 1924
- Det svenska rikets uppkomst. Stockholm: Ivar Haeggström. 1925
- Die verbindungen zwischen Skandinavien und dem Ostbaltikum in der jüngeren eisenzeit. Stockholm: Akademiens Förlag. 1929
- The Poetic Edda in the Light of Archæology. London: Viking Society for Northern Research. 1931
- Die Völkerwanderungszeit Gotlands. Stockholm: Verlag der Akademie. 1935
- Sveriges rikes uppkomst. Stockholm: Skoglunds Bokförlag. 1941
- Sveriges första storhetstid. Stockholm: Skoglunds Bokförlag. 1942
- Gamla Upsala: Svearikets hjärtpunkt. Stockholm: Skoglunds Bokförlag. 1943
- Tiotusen år i Sverige. Stockholm: Statens Historiska Museum. 1943
- När Sverige kristnades. Stockholm: Skoglunds Bokförlag. 1945
- Balticum skall leva!. Stockholm: Natur och Kultur. 1956
- För Balticums frihet. Stockholm: Baltiska kommittén. 1969
- Die Vendelzeit Gotlands: Text. 1. Stockholm: Almqvist & Wiksell. 1975
- Die Vendelzeit Gotlands: Tafeln. 2. Stockholm: Almqvist & Wiksell. 1969